# Ansys

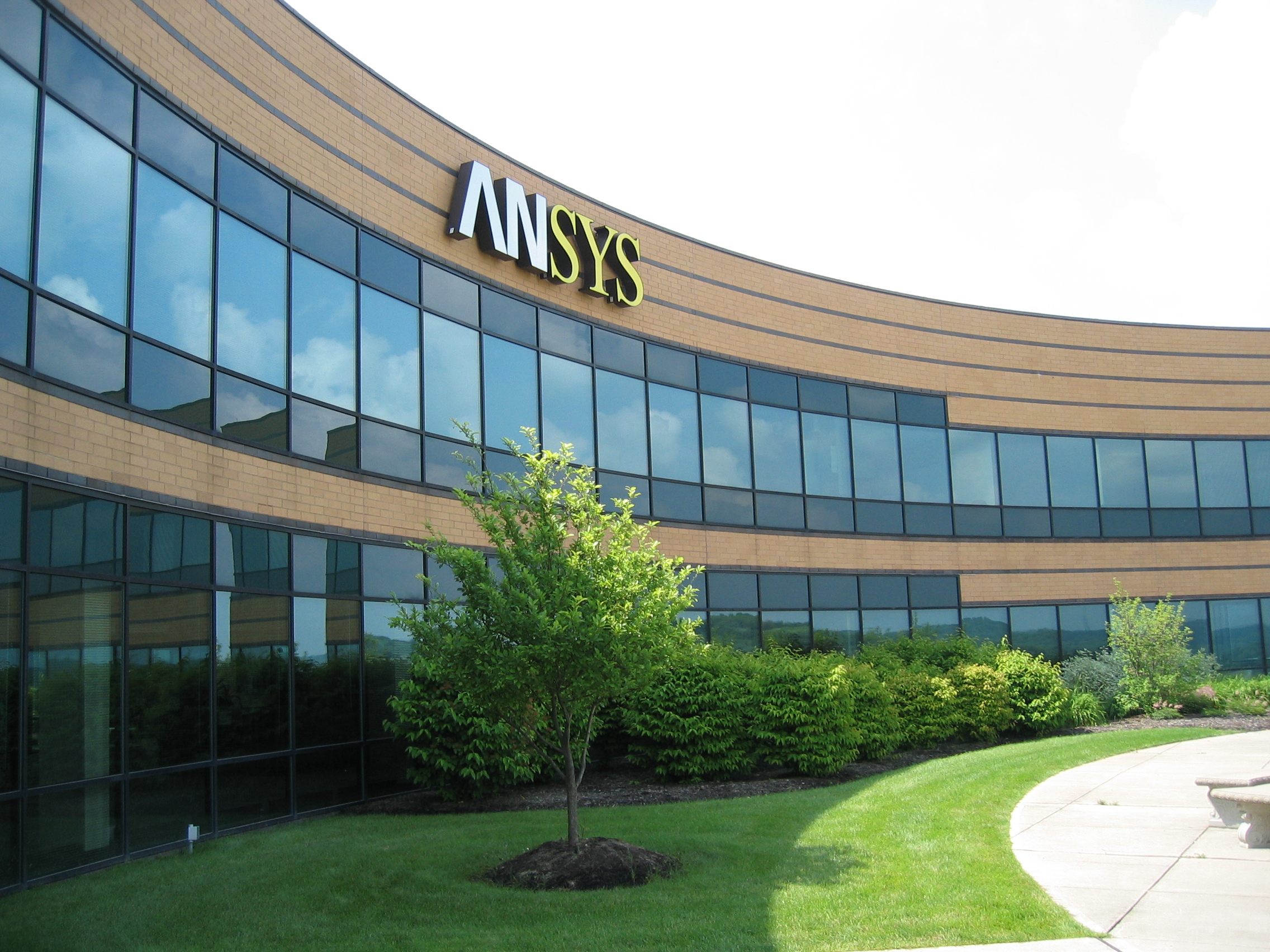
Siedziba główna przedsiębiorstwa w Cecil Township

Ansys, Inc. – przedsiębiorstwo zajmujące się tworzeniem i dystrybucją oprogramowania wspomagającego obliczenia inżynierskie (Computer Aided Engineering). Zostało założone w roku 1970 przez dr. Johna Swansona (Swanson Analysis Systems, Inc.), a jego siedziba mieści się w Canonsburgu (Pensylwania) w USA.
ANSYS jest obecnie największym producentem oprogramowania do symulacji komputerowej. Poprzez sukcesywne wykupowanie technologii pokrewnych ANSYS stworzył największą na rynku platformę do symulacji komputerowej umożliwiającą prowadzenie symulacji sprzężonych z dziedziny mechaniki, przepływów i elektromagnetyzmu.
W dniu 17 lipca 2025 roku firma stała się spółką zależną Synopsys.

## Historia

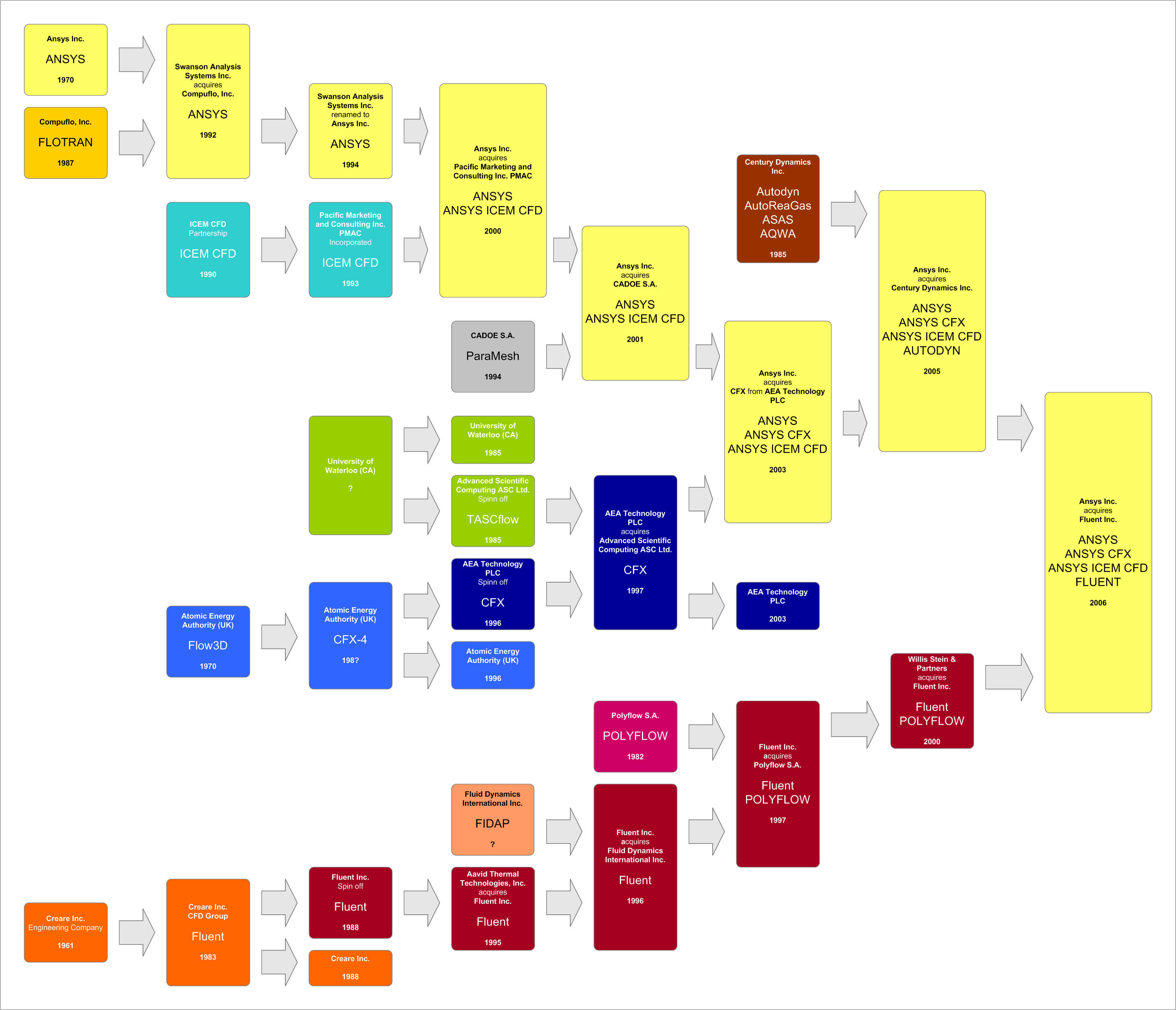

- 1971 – Ansys v2. zawiera plastyczność, kontakt, dynamikę, statykę i termikę,
- 1975 – Ansys oferuje analizy nieliniowe mechaniczne, termo-elektryczne,
- 1981 – Ansys jest pierwszym oprogramowaniem CAE na komputery osobiste,
- 1983 – oprogramowanie Ansys modeluje i symuluje zjawiska elektromagnetyczne,
- 1985 – w SWASI powstaje pomysł wsparcia on-line dla użytkowników Ansys,
- 1987 – Ansys jest pierwszym narzędziem CAE wspomagające kolorowe karty graficzne,
- 1987 – możliwości analizy elementów kompozytowych,
- 1991 – SASI pierwszy wprowadza komercyjny solver przepływowy Flotran,
- około 1992 – program partnerski z LSTC (LS-DYNA) oraz Adams pozwalające na przygotowanie modeli w Ansys do tych solverów,
- 1994 – SASI przyjmuje nazwę sztandarowego produktu Ansys Inc.,
- 1998 – pierwsza automatyczna detekcja kontaktu,
- 1999 – w Ansys powstaje sformułowanie multiphysics, także rozwija się technika obliczeń równoległych HPC,
- 2000 – przejęcie ICEM CFD engineering,
- 2001 – fuzja z CADOE – powstaje silnik optymalizacyjny DesignXplorer,
- 2001 – koncepcja MeshMorphing, wielo-domenowy model przemian fazowych oraz model turbulencji k-{epsylon} oraz Ansys Workbench 1,
- 2002 – Ansys Inc. nabywa solver komputerowej mechaniki płynów CFX,
- 2004 – najbardziej złożony model mający 100 milionów stopni swobody analizowany jest w Ansys,
- 2005 – pierwsze komercyjne analizy interakcji ciało stałe-płyn
- 2005 – Ansys Inc. przejmuje firmę Century Dynamics Inc oraz Harvard Thermal, po tej fuzji włączony do Ansys Workbench zostaje solver explicit Autodyne, Aqua oraz narzędzia do chłodzenia elektroniki IcePack
- 2006 – Ansys Inc. przejął przedsiębiorstwo Fluent, Inc., od tego momentu posiada dwa największe i najdokładniejsze solvery do obliczeń przepływów CFD: Fluent i CFX.
- 2007 – niezależny solver dynamiki brył sztywnych
- 2008 – Ansys przekracza granicę rozmiaru analizy 1 miliarda komórek w CFD
- 2008 – Ansys przejmuje Ansoft zyskując najwyższej klasy oprogramowanie do analiz elektromagnetycznych wysokich HFSS HF i niskich częstotliwości Maxwell LF, układów elektrycznych, jak i analizy systemowej i sterowania Simplorer.
- 2009 – wprowadzony zostaje nowoczesny interfejs Ansys Workbench 2, pozwalający na kompleksowe zarządzanie danymi symulacji sprzężonych wielu pól fizycznych.
- 2010 – 40 rocznica powstania sztandarowego produktu Ansys oraz wersja v13 (grudzień) wraz z systemem masowego zarządzania dokumentami projektowymi po stronie serwera EKM.
- 2011 – Ansys zostaje członkiem Business Software Alliance
- 2012 – wypuszczona zostaje wersja v14.0 (luty) z możliwościami obliczeń na kartach graficznych GPU.
- W maju 2012 – Ansys przejmuje Esterel Technologies – wraz z narzędziami do wirtualnego projektowania i testowania sterowników
- 2012 – wprowadzona na rynek zostaje wersja v14.5 (listopad). Z możliwościami programowania procedur normatywnych i automatyzacji symulacji w Python, równoległej optymalizacji, oraz szeregiem modułów dedykowanych, zwanych extensions. Jednocześnie zdecydowano się na uporządkowanie języka APLD i usunięcie zbieżności P-Elementów pozostając przy H-Elemenach w MES.
- 2013 – wprowadzono wersję 15.0 (grudzień), między innymi: z nowymi i szybszymi technikami podziału na elementy skończone, wsparciem GPU dla CFD, specjalnymi modelami wymiany ciepła, filmów olejowych, flatteru, modelami spalania paliw wraz z ruchem tłoka, optymalizacji topologi w CFD, analizą wilgoci, modułem zarządzania dużymi złożeniami i superelementami, narzędziami do mapowania wyników i adaptacji siatki w nieliniowych analizach mechanicznych, kontaktem typu gwint, modelem uszkodzenia warstwy wierzchniej w kontakcie, mechaniką pękania opartą na technikach T-stress i VCCT, modelem kompozytowych właściwości magnetycznych, i wysublimowanymi technikami modelowania pól wysokich częstotliwości HF, a także zaawansowanymi technikami modelowania sterowania, i odpowiedzi urządzeń mechatronicznych oraz rozbudowanym systemem zarządzania danymi EKM mogącym współpracować z popularnymi PLM.
- 2014 (styczeń) – wraz z przejęciem firmy REACTION DESIGN włączony do ANSYS zostaje kod CHEMKIN-CFD, FORTÉ CFD oraz MODEL FUEL LIBRARY.
- 2014 (czewiec) – fuzja ANSYS ze SpaceClaim. W ten sposób ANSYS zyskuje potężne narzędzie CAD.
- 2015 (styczeń) – wydanie wersji v16, wnosi między innymi z XFEM, General Contact agorithm, ulepszony algorytm nieliniowego wyboczenia, narzędzie AIM, lepsza integracją SpaceClaim Direct Modeler, narzędzia bezpośredniej edycji siatki MES, metody analizy uszkodzenia kompozytu podczas wytwarzania, HPC dla podziału na elementy, oficjalne rozwiązania dla CoudComputing, Poprawki w Mesh-Morpher oraz Adjoint Solver, Specjalną numerykę dla bardzo wolnych przepływów, poprawa modeli oderwania strugi (Pb-Roe, Db-Roe, Rhie-Chow, Sharp), modeli turbulencji (SST-SBES, BSL-omega, RAND, RANS, SST), modeli dla akustyki i FSI, modeli przyściennych (LWF, EWF), modeli przepływu z cząsteczkami (DEM, DPM), erozji, modeli powierzchni swobodnych, losowe modele falowania, przepływu wielofazowego ze zmienną frakcją (sub-models), poprawa modelu sadzy, ulepszenia w narzędziach dla analizy urządzeń wirnikowych, modele przepływu polimerów, gum i elastomerów, oraz wiele, wiele innych
- 2015 (kwiecień) – przejęcie aktywów Newmerical Technologies International, grupy inżynierów opracowujących narzędzia do analizy zjawiska oblodzenia skrzydeł w locie, wprowadzenie narzędzia ANSYS FENSAP-ICE.
- 2015 (sierpień) – akwizycja Delcross Technologies – światowego lidera wśród producentów oprogramowania do projektowania anten i symulacji ich działania
- 2016 (styczeń) – wersja 17.0, Między innymi wprowadza: zostaje otwarta dla wszystkich użytkowników możliwość tworzenia programowalnych dodatków ACT dla środowiska Workbench i AIM. Wprowadzono algorytm General Contact który automatyzuje wykrywanie kontaktów ciał w modelu w czasie symulacji. Poprawiono szybkość i zoptymalizowano pod kątem najnowszych procesorów Intel Xeon, oraz obliczeń na kartach graficznych nVidia CUDA, Intel and AMD (Beta). Ze środowiska MAPDL przeniesiono do Workbench DesignXplorer funkcjonalność Probabilistic Design.
- 2016 (październik) – przejęcie KPIT medini Technologies AG, a wraz z nią przejęcie technologii badania i optymalizacji bezpieczeństwa funkcjonalnego systemów elektronicznych. Przejęcie KPIT pozwoli na dalszy rozwój filozofii Projektowania Opartego na Symulacji (Simulation Driven Product Development) dzięki zgodności produktów KPIT z ISO 26262 i standardem AUTOSAR.
- 2017 (styczeń) – wersja 18.0 – ukierunkowanie na dostępność dla użytkownika, wprowadzono środowisko AIM mające za cel odbiorców, szeregowych pracowników bez większego doświadczenia, Zmiana filozofii licencjonowania nastawiano na nowy elastyczny system dystrybucji dużych i drogich pakietów. W środowisku funkcjonalnie znacznie poprawiono możliwość importu siatek do WB z Nastran, Abaqus i Fluent oraz plików CDB, oraz tworzenie modeli z wykorzystaniem technik super-elementów CMS. W Środowisku Workbench Mechanical między innymi poszerzono możliwości analiz mechaniki pękania (SIFS, J-integral, C*-Integral, T-Stress), Ponownie dodano optymalizację topologiczną dla statyki oraz analizy modalnej, udostępniono submodeling dla belek, poprawiono funkcje adaptacyjnych siatek w analizach nieliniowych, nareszcie w analizie harmonicznej można funkcje siły w Remote Point, rozwinięto funkcje mapowania wyników między różnymi siatkami, ważne z punktu widzenia Submodelingu oraz Multiphisics FSI, a także rozszerzono tę możliwość o importowanie rozkładu zmiennych stanu z modeli materiałowych. Umożliwiono eksport geometrii wprost z solvera Rigid Body, oraz tarcie w podstawowych wiązaniach kinematycznych. W dynamice Explicit umożliwiono użycie jednocześnie układów odniesienia Lagrange i Eulera (dla analiz interakcji FSI), umożliwiono dodawanie Remote Force, rozbudowano możliwości zadania funkcji obciążenia w czasie, rozbudowano kontakt krawędź do krawędzi oraz powierzchnia do krawędzi, zwiększono stabilność kroku czasowego i szybkość dla elementów solid. W Mechnical udostępniono możliwość eksportu siatki i wyników do pliku w formacie ANSYS Viewer File (AVZ) co daje możliwość przeglądania wyniku bez instalacji pakietu ANSYS. W analizie pól sprzężonych udostępniono dyfuzję przez elementy kontaktowe, co w rezultacie umożliwia analizy procesów elektrodyfuzji, termodyfuzji, oraz migracji wywołanej naprężeniem, a także uwzględnienie termicznych i wywołanych dyfuzją naprężeń.
- 2017 (lipiec) – wersja 18.2 – ustabilizowana i wyzbyta większości błędów wersji 18.0. Zakup Computational Engineering International, Inc. (CEI Inc.) producenta cenionego post-procesora EnSight przeznaczonego głównie do analiz CFD.
- 2017 (sierpień) – Przestawienie nowego sofware ANSYS Discovery, narzędzia będącego syntezą metod szybkiego prototypowania znanych ze SpaceClaim i analizy numerycznej MES w jednym. Silnik obliczeniowy oparty na metodach bezsiatkowych, umożliwia analizy przepływu cieczy, termiczne oraz naprężenia, których wyniki są otrzymywane natychmiastowo po wprowadzeniu zmian w geometrii. Przedstawiona wersja demonstracyjna umożliwia analizy w zakresie mechaniki liniowej i przepływu laminarnego.
- 2018 (styczeń) – wersja 19.0 (Build: 20171214) – ANSYS przeniósł całego helpa do sieci. Udostępniono jako domyślne 4 wątki obliczeniowe dla licencji mechanicznych, jak i CFD. Wprowadzono znaczne zmiany w interpretacji MatML uniemożliwiające kompatybilność wsteczna baz materiałowych, ale jednocześnie zwiększające możliwości np. o wprowadzenie zalezności właściwości od dowolnych zmiennych w polu sumulacji, np. lokalnej gęstości lub poziomu lokalnego odkształcenia plastycznego. Udostępniono GCC Compiler zgodny z solverami ANSYS i AUTODYNE, niestety jedynie pod LINUXa.
- 2018 Zakup firm Medini Technology AG oraz 3DSIM wprowadza nowe produkty do portfolio ANSYS, w szczególności Medini Analyse służące do wykonywania analiz ryzyka i bezpieczeństwa, macierzy zgodności, FAD, FMEA etc. oraz exaSim służące do symulacji procesu druku 3D w metalu, w szczególności analizy powstałej mikrostruktury, odkształceń, deformacji, rozkładu ciepła oraz optymalizacji, jak i wskazania modyfikacji korekcyjnych kształtu wydruku w celu eliminacji niepożądanych jego zniekształceń.
- 2018 (maj) – wersja 19.1 Komercyjne wprowadzenie Disovery Live, ANSYS Twin Builder (wcześniej Simplorer) przeznaczony do tworzenia modeli zredukowanych ROM i ich analizy parametrycznej, jak i produktów firmy CEI Inc. do oferty, EnSign, EnVision. Rozwój narzędzi SCADE do tworzenia i testowania aplikacji zagnieżdżonych (Embedded Software). W dziedzinie CFD rozwój narzędzia Chemki, rozbudowa modeli kawitacji i modeli przepływów wielofazowych, dostosowanie algorytmu dynamicznej siatki do analizy zjawiska rozpryskiwania i rozbijania cieczy na kropelki. W analizach elektromagnetycznych wprowadzono poprawki w modelowaniu radarów SBR+ umożliwiając zgodność z ADAS, między innymi oszacowanie sygnatury obiektów widocznych w dalekim polu radaru, wprowadzono analizy hybrydowe dla PCB, a także zintegrowano modelowanie obwodowe z narzędziami ANSYS Maxwell, HFSS, Q3D Extractor i Icepack. W dziedzinie mechaniki wprowadzono analizę zmęczeniowego wzrostu pęknięcia nazwaną S.M.A.R.T. Fracture, poprawiono analizy akustyczne w zakresie modeli admitancji (rozproszenia przez siatki), rozwinięto model adaptacji siatki w analizach nieliniowych przydatny przy analizach z ekstremalnie dużymi deformacjami, udostępniono w WB Mechanical Simulation funkcję Birth and Death dla par kontaktowych oraz elementów.
- 2018 () – wersja 19.2 - zamieszanie w interfejsie, ANSYS Composite Cure Simulation, Twin Builder Modelica Libraries, ANSYS zakupił francuską firmę OPTIS dodając do portfolio analizy optyczne oparte między innymi na RayTracking narzędziem SPEOS.
- 2019 (styczeń) – wersja 2019 R1 - zmiana konwencji nazw wersji. Pojawia się AIM Discovery, ANSYS Motion (wcześniej koreański system MBD DaeSung Bae - Virtual Motion), usługa ANSYS Cloud, Dodano obsługę języka Chińskiego. W MAPDL dodano opcję solvera Semiimplicit pozwalającą kontrolować sposób i przełączać rozwiązanie między schematem explicit i implicit. Dodano narzędzie Material Designer.
- 2019 (sierpień) – wersja 2019 R3 - zmiana interfejsu Mechanical Simulation, dodanie solvera do rozwiązania zagadnień odwrotnych, problem z kompatybilnością dodatków ACT[potrzebny przypis],
- 2020 (styczeń) – ANSYS pozyskuje firmę LSTC tym samym dostanie dostęp do LS-Dyna[potrzebny przypis]

## Oferta
Lista przykładowych zastosowań ANSYS:
- Analizy pola przemieszczenia i naprężenia (zagadnienia liniowe, jak i nieliniowe, statyczne i dynamiczne, mechanika gruntów, wyznaczenie rezonansu, współczynników bezpieczeństwa, analiza uplastycznienia aż po zerwanie i separację)
- Analizy stateczności konstrukcji (liniowe i nieliniowe wyboczenie, stany post-wyboczeniowe)
- Analizy uszkodzenia (pełzanie, zmęczenie materiału, pękanie, erozja, puchnięcie)
- Analizy pływów i dyfrakcji hydrodynamicznej (wyznaczenie spektrum obciążenia od falowania morza np. dla posad elektrowni wiatrowych lub kadłubów statków, interakcja wielu pływających obiektów z falami, pływanie ciał, jak i ich układy zakotwiczenia, kable i liny w falującej wodzie, wpływ głębokości wody na fale)
- Analizy sterowania (testowanie sterowników)
- Analizy dynamiki układów wieloczłonowych (wyznaczenie sił, przemieszczeń, przyspieszeń dla mechanizmów traktowanych jako bryły sztywne, jak i jako bryły podatne, szacowanie tłumienia układu)
- Analizy przetwórstwa i wytwarzania (ekstruzja gumy, dmuchanie szkła, ekstruzja polimerów, gięcie, cięcie i tłoczenie metali, skręcanie, spawanie, klejenie, wytwarzanie elementów kompozytowych)
- Analizy transferu ciepła (nagrzewanie, chłodzenie, zmiana fazy w stanie ciekłym i stałym, proces solidyfikacji, hartowanie)
- Analizy dyfuzji (penetracja wilgoci (zjawisko higroskopijności), penetracja pierwiastków azotowanie, nawęglanie, borowanie)
- Analizy przepływu płynów CFD (jedno i wielofazowe, dokładne modele turbulencji np. RANS, konwekcji, jak i radiacji w gazach oraz ciałach stałych, przepływ zanieczyszczonych mediów z fazą stałą, osiadanie pyłu w kanałach, erozja itp.)
- Analizy elektryczne (rozkład ładunku, potencjał elektryczny, kondensatory, trajektoria cząstek)
- Analizy magnetyczne (rozkład i natężenie pola, soczewki, magnesy)
- Analizy elektromagnetyczne LF (silniki, dławik i, prądnice)
- Analizy elektromagnetyczne HF (anteny, zagadnienia mikrofalowe, EMI, kompatybilność elektromagnetyczna, analiza zakłóceń w układach szybko przełączających, ryzyko przeskoku iskry, analiza zmęczenia termomechanicznego złącz lutowanych (BallGrid))
- Analizy mechatroniczne m.in.: sterowanie układami i systemami, testowania sytuacji awarii
- Analizy akustyki (rozpraszanie fal, dyfrakcja, odbicie, natężenie dźwięku, pochłanianie dźwięku, generacja dźwięku przez przepływ, oraz generacja przez drgania i ruch maszyn)
- Analizy urządzeń wirnikowych (analiza stateczności wirujących wałów giętkich, łopatek turbin, analiza drgań wywołanych przepływem, flatter, analiza zerwania strugi, przeciągnięcie, niewyważenie, analizy Campbella, Bode, stateczności łożysk)
- Optymalizacja (algorytmy genetyczne, programowanie nieliniowe, wieloobiektowe algorytmy gradientowe, sieci neuronowe, optymalizacja logiczna Boolean)
- Analizy niezawodności (metoda Monte Carlo six sigma)
- Analizy pól sprzężonych (elektro-termo-mechaniczne np. hartowanie indukcyjne, spawanie, piezoelektryczność i piezo-oporność, efekt Peltiera, zjawisko Seebecka, interakcji ciało stałe-ciecz, efekt pamięci kształtu, zjawisk magneto-mechanicznych, napór cząsteczek i erozja, sprzężenie 0D z 3D, układy sterowania oraz modele zredukowane (ROM))
- Analizy kinetyki reakcji chemicznych i modele matematyczne reakcji (ChemKin)
- Analizy silników spalinowych (Forte, analiza mocy, spalania, dopalenia mieszanki gazów, sterowania zapłonem itp.)
- Symulacje oblodzenia struktur poruszających się w wilgotnym powietrzu, odkładanie lodu na skrzydłach samolotów, konstrukcji wsporczych

## Sposób licencjonowania
Wszystkie licencje ANSYS są domyślnie pływające. Użytkownik może korzystać z oprogramowania w promieniu 25mil od serwera licencji. Dodatkowo licencje dydaktyczne umożliwiają wypożyczenie licencji (opcja borrowing musi być wcześniej uaktywniona). Student może pobrać licencję na swój komputer i korzystać z oprogramowania przez 7 dni. Po 7 dniach licencja na komputerze studenta wygasa. Licencję można odnowić poprzez ponowne połączenie się z głównym serwerem licencji.

## Kompatybilność z formatami CAD
Oprogramowanie ANSYS posiada dwa moduły do tworzenia, paramilitaryzacji i naprawy geometrii CAD: DesignModeler oraz SpaceClaim Direct Modeler. ANSYS posiada również dwukierunkowy interfejs do wszystkich popularnych systemów CAD. Poniżej znajduje się tabela wszystkich formatów CAD które można bezpośrednio importować do ANSYS Workbench:
| | 17.2 CAD versions supported                                                                  | 18                                                                                         |
| --- | -------------------------------------------------------------------------------------------- | ------------------------------------------------------------------------------------------ |
| ACIS (*.sat, *.sab) | R1 – 2016 1.0                                                                                | 2017                                                                                       |
| ANSYS BladeGen (BladeGen, BladeEditor, and DesignModeler)                                                                                                  |                                                                                              | 13, 14, 14.5 (reader)                                                                      |
| ANSYS Part Manager (*.pmdb) | 17.2                                                                                         | 18                                                                                         |
| AutoCAD (*.dwg, *.dxf) AutoCAD Reader (*.dwg, *.dxf) AutoCAD Associative Geometry Interface (*.dwg, *.dxf)                                                 | 2.5 – 2016 (reader) 2016 (plug-in) AutoCAD LT – not supported                                | 2016 (reader) 2015 and 2016 (plug-in)                                                      |
| Autodesk Inventor (*.ipt, *.iam) Autodesk Inventor Reader (*.ipt, *.iam) Autodesk Inventor Associative Geometry Interface (*.ipt, *.iam)                   | .ipt (6 – 2016),.iam (11 – 2016) (reader) 2015 and 2016 (plug-in)                            | 2016 and 2017 (plug-in) 2017 (Plug-in)                                                     |
| CATIA V4 Reader (*.model, *.exp, *.session) | 4.1.9 – 4.2.4 (reader)                                                                       | 4.2.4 (reader)                                                                             |
| CATIA V5 Reader (*.CATPart, *.CATProduct) CATIA V5 Associative Geometry Interface (*.CATPart, *.CATProduct) (CADNexus CAPRI CAE Gateway V3.22.0 (Plug-in)) | V5R8 – V5–6R2016 (Windows) and V5R10 – V5–6R2016 (Linux) (reader) V5R2 – V5–6R2016 (plug-in) | V5–6R2016 (reader)                                                                         |
| CATIA V6 Reader (*.3dxml) | R2010x – R2015x                                                                              | R2015x (reader)                                                                            |
| Creo Elements/Direct Modeling (*.pkg, *.bdl, *.ses, *.sda, *.sdp, *.sdac, *.sdpc)                                                                          | Creo Elements/Direct 18.1 or 19.0                                                            | 18.1, 19 (plug-in)                                                                         |
| Creo Parametric (*.prt, *.asm) Creo Parametric Reader (*.prt, *.prt.*, *.asm, *.asm.*) Creo Parametric Associative Geometry Interface (*.prt, *.asm)       | 16 – Creo 3.0 (reader)                                                                       | 18.1, 19 (plug-in)                                                                         |
| ANSYS DesignModeler (.agdb) | 8 – 17.2                                                                                     | 18                                                                                         |
| GAMBIT (*.dbs) |                                                                                              | 2.4.6 (reader)                                                                             |
| IGES (*.igs, *.iges) |                                                                                              | 4.0,5.2, 5.3 (reader)                                                                      |
| JT Reader (*.jt) |                                                                                              | 10.0 (reader)                                                                              |
| Monte Carlo N-Particle (*.mcnp) |                                                                                              | (reader)                                                                                   |
| NX (*.prt) NX Reader (*.prt) NX Associative Geometry Interface (*.prt)                                                                                     |                                                                                              | 10.0 (reader) 9.0 10.0 11.0 (plug-in)                                                      |
| Parasolid (*.x_t, *.xmt_txt, *.x_b, *.xmt_bin) |                                                                                              | 27 (reader)                                                                                |
| Rhinoceros (*.3dm) |                                                                                              | V5.020 (reader)                                                                            |
| SketchUp (*.skp) |                                                                                              | V2014 (reader)                                                                             |
| Solid Edge (*.par, *.asm, *.psm, *.pwd) Solid Edge Reader (*.par, *.asm, *.psm) Solid Edge Associative Geometry Interface (*.par, *.asm, *.psm, *.pwd)     | ST8 (reader) ST9 – ST9 Update 3, ST8 (plug-in)                                               | ST8 (reader) ST9, ST8 (plug-in)                                                            |
| SolidWorks (*.sldprt, *.sldasm) SolidWorks Reader (*.sldprt, *.sldasm) SolidWorks Associative Geometry Interface (*.sldprt, *.sldasm)                      |                                                                                              | 2016-2017 (plug-in) 2016 (reader)                                                          |
| SpaceClaim (*.scdoc) (Not supported for ICEM CFD) SpaceClaim Associative Plug-In                                                                           |                                                                                              | 2017                                                                                       |
| STEP (*.stp, *.step) |                                                                                              | AP203, AP214                                                                               |
| Teamcenter |                                                                                              | Unified Architecture 11.2 (NX 10.0 only) Unified Architecture 10.1.0.1 (NX 9.0, 8.5.2 MP1) |